# جاك روي
جاك روي (بالإنجليزية: Jacques Roy)‏ هو سياسي أمريكي، ولد في 25 سبتمبر 1970 في الإسكندرية في الولايات المتحدة. حزبياً، نشط في الحزب الديمقراطي. وقد انتخب .

## وصلات خارجية
- الموقع الرسمي